# Neuroleon reticulatus
Neuroleon reticulatus är en insektsart som först beskrevs av Navás 1930.  Neuroleon reticulatus ingår i släktet Neuroleon och familjen myrlejonsländor. Inga underarter finns listade i Catalogue of Life.